# Socialite

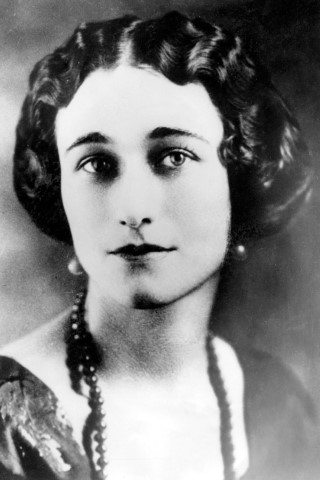
Wallis Simpson, un exemple clar del concepte explicat.

El terme socialite o socialité és un anglicisme que descriu una persona famosa que a més gaudeix d'una posició superior a l'interior de la classe social alta. Generalment prové de famílies adinerades o aristòcrates i passa gran part del temps participant en activitats socials com esdeveniments benèfics, festes privades, desfilades de moda, menjars, festivals i altres esdeveniments exclusius. Es consideren socialité polítiques a les esposes i filles majors de diplomàtics, primeres dames i dones destacades en l'àmbit polític de les classes altes de la societat. El concepte data dels segles XVIII i xix, quan la majoria de les primeres socialites eren esposes o amants de reis o nobles, i ser-ho era més un deure i un mitjà de supervivència que un plaer. Les esposes tímides sovint eren obligades a representar el paper d'amfitriones pròsperes i simpàtiques davant de persones que fins i tot les menyspreaven. Les amants havien de pagar la quota per mantenir la seva reputació i usaven les seves habilitats socials per obtenir un lloc en la cort i poder conservar als seus amants.